# Surmacze
Surmacze – wieś w Polsce położona w województwie lubelskim, w powiecie bialskim, w gminie Biała Podlaska.
Wieś była własnością starosty guzowskiego i nowomiejskiego Stanisława Opalińskiego, leżała w województwie podlaskim w 1673 roku. Wieś magnacka położona była w końcu XVIII wieku w hrabstwie bialskim w powiecie brzeskolitewskim województwa brzeskolitewskiego. W latach 1975–1998 miejscowość administracyjnie należała do województwa bialskopodlaskiego.
Wieś jest sołectwem w gminie Biała Podlaska. Według Narodowego Spisu Powszechnego z roku 2011 wieś liczyła 51 mieszkańców.
Wierni kościoła rzymskokatolickiego należą do parafii św. Barbary w Dołdze.